# Regió muntanyenca de la Lindosa
La Regió muntanyenca de la Lindosa és una cadena de formacions rocoses en el departament de Guaviare, Colòmbia, entre el riu Guaviare i el riu Inírida i entre la regió de l'Amazònia i la de Orinoquía. Té una extensió de 12.000 hectàrees, amb altituds entre 225 i 470 m.
Les formacions rocoses d'aquesta regió muntanyenca inclouen una intricada xarxa de xaragalls, escarpes, sabanes naturals amb roca exposada i les lleres dels rierols principals: Caño La Lindosa, Agua Bonita, Caño Negro, Caño Yamú, La Maria, La Pizarra i Caño Dorado.
El clima de selva tropical preval a l'àrea. La precipitació mitjana anual és de 2.800 mm. La temperatura mitjana anual de la zona és de 24° C. El mes més càlid és febrer, quan la temperatura mitjana és de 26° C, i el més fred és maig, amb 22° C. El mes més humit és l'abril i el més sec és el gener.
El 1987 va ser constituïda la "Reserva Forestal Protectora Nacional La Lindosa - Angosturas II", amb una extensió de 28.224 hectàrees.

## Àrea arqueològica

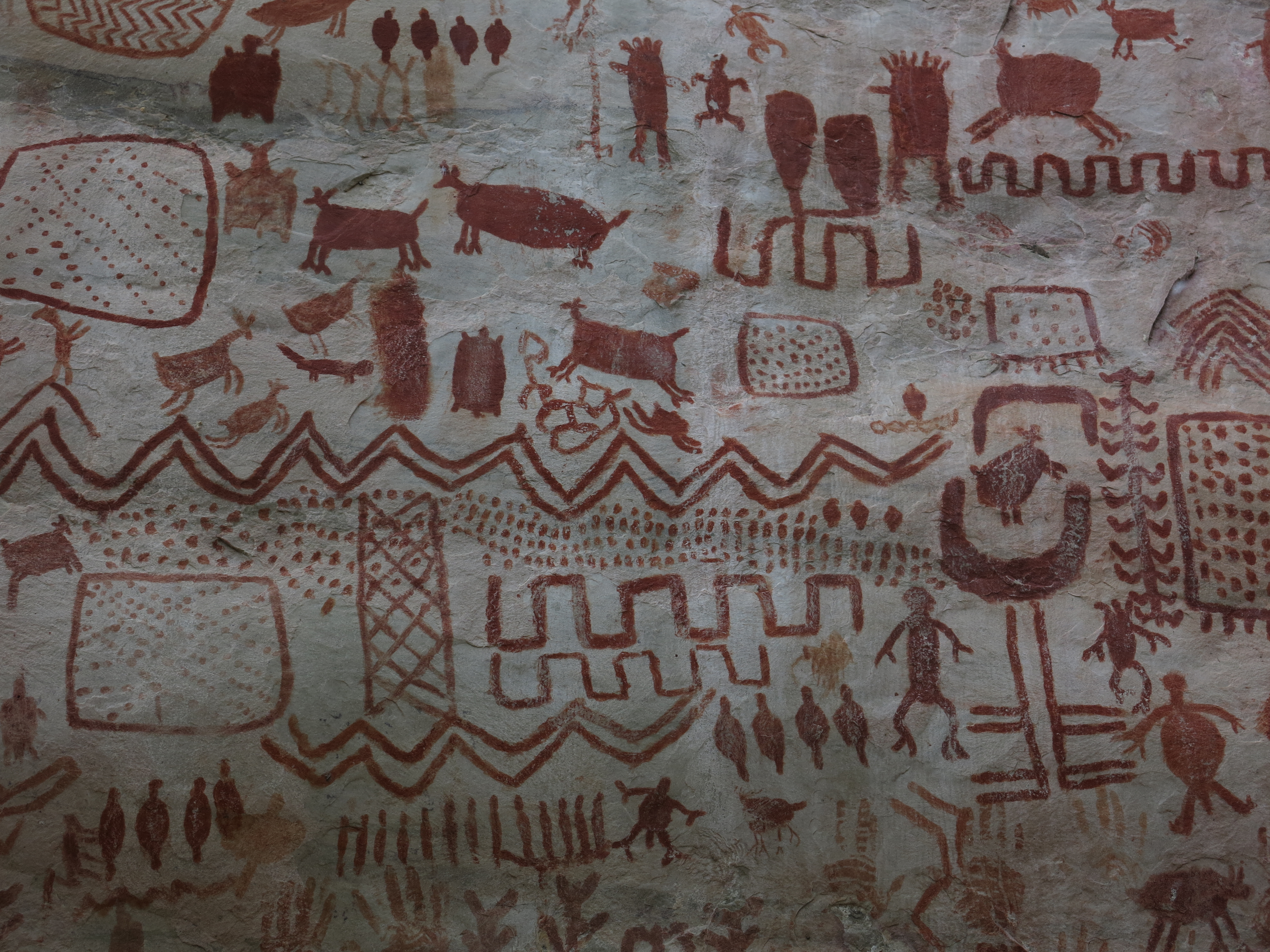
Pintures rupestres en La Lindosa

El lloc va ser aprofitat durant diversos mil·lennis pels grups indígenes de la regió com a abric rocós, en el qual van deixar disseminades milers de pintures rupestres. Han estat realitzades excavacions en els jaciments arqueològics de Cerro Azul, Angosturas II, Limoncillos i Cerro Montoya, establint-se que la regió ha estat poblada des de fa almenys 12.600 anys.
El 2018, l'Institut Colombià d'Antropologia i Història va declarar 893 hectàrees de la Regió muntanyenca com a Àrea Arqueològica Protegida, integrada per les zones de Cerro Azul, La Pizarra, Nuevo Tolima, Los Alpea, Raudal del Guayabero, Las Brisas i El Tigre.
En aquest any es va descobrir un nou abric amb pintures de fa entre 12.600 i 11.800 anys amb dibuixos de fauna extingiuida com els mastodonts o els camèlids prehistòrics i d'altres com tapirs, micos, jaguars, porcs espins i ratpenats. La fauna és diferent de la que s’ha trobat a les coves rupestres del continent europeu, però hi ha algunes coincidències com les figures geomètriques i les formes abstractes, les danses i els fal·lus.